# Iyo (stad)
Iyo (Japans: 伊予市, Iyo-shi) is een Japanse stad in de prefectuur Ehime. In 2014 telde de stad 36.985 inwoners.

## Geschiedenis
Op 1 januari 1955 werd Iyo benoemd tot stad (shi). In 2005 werden de gemeenten Nakayama (中山町) en Futami (双海町) toegevoegd aan de stad.
Steden:
Imabari · Iyo · Matsuyama (Hoofdstad) · Niihama · Ozu · Saijo · Seiyo · Shikokuchuo · Toon · Uwajima · Yawatahama

Districten:
Iyo · Kamiukena · Kita · Kitauwa · Minamiuwa · Nishiuwa · Ochi
Gemeenten per district